# Liste der Aussichtstürme im Kanton Zürich
Die folgende Liste von Aussichtstürmen und -plattformen enthält Bauwerke des Kantons Zürich, welche über für den Publikumsverkehr zugängliche Aussichtsmöglichkeiten verfügen.
| Bild                                 | Name des Turms           | Gemeinde               | Baujahr | Gesamthöhe | Plattformhöhe | Bauwerkstyp                           | ZoomViewer Panoramabild |
| ------------------------------------ | ------------------------ | ---------------------- | ------- | ---------- | ------------- | ------------------------------------- | ----------------------- |
| Albis                                | Albis                    | Langnau am Albis       | 1978    | 33 m       | 30 m          | Holzturm                              |                         |
| Altberg                              | Altberg                  | Dänikon                | 2010    | 35 m       | 30 m          | Holzturm                              |                         |
| Burgruine Alt-Wülflingen             | Burgruine Alt-Wülflingen | Winterthur             | 1250    | 18 m       | 13 m          | Stein                                 |                         |
| Bachtel                              | Bachtel                  | Hinwil                 | 1986    | 75 m       | 30 m          | Sendeturm (Stahlfachwerkkonstruktion) |                         |
| Belvedere Zollikon                   | Belvedere Zollikon       | Zollikon               | 2013    | 8 m        | 7 m           | Holzrampe                             |                         |
| Brühlberg                            | Brühlberg                | Winterthur             | 1994    | 130 m      | 34 m          | Sendeturm (Stahlbeton)                |                         |
| Cholfirst                            | Cholfirst                | Flurlingen             | 1973    | 96 m       | 42 m          | Sendeturm (Stahlfachwerkturm)         |                         |
| Effretiker Glockenturm               | Effretiker Glockenturm   | Illnau-Effretikon      | 1961    | 20 m       | 10 m          | Beton                                 |                         |
| Kirche Enge                          | Enge Glockenturm         | Zürich                 | 1894    | 64 m       | 50 m          | Sandstein                             |                         |
| Eschenbergturm                       | Eschenberg               | Winterthur             | 1895    | 31,5 m     | 30 m          | Stahlfachwerkkonstruktion             |                         |
| Freitag Tower                        | Freitag Tower            | Zürich                 | 2006    | 26 m       | 25 m          | Stahlcontainer                        |                         |
| Beobachtungsturm Greifensee          | Greifensee               | Uster                  | 1997    | 6 m        | 5 m           | Holzplattform                         |                         |
| Hardwaldturm                         | Hardwald                 | Dietlikon              | 2022    | 41,5 m     | 40 m          | Holzturm                              |                         |
| Hörnliturm                           | Hörnli                   | Uhwiesen               | 2021    | 12,5 m     | 9,5 m         | Holzturm                              |                         |
| Irchel                               | Irchel                   | Buch am Irchel         | 1983    | 63 m       | 28 m          | Stahlfachwerkturm                     |                         |
| Karlsturm                            | Karlsturm                | Zürich                 | 1996    | 62 m       | 50 m          | Stein                                 |                         |
| Loorenkopf                           | Loorenkopf               | Zürich                 | 1954    | 33 m       | 30 m          | Holzturm                              |                         |
| Masoalaturm                          | Masoalaturm              | Zürich                 | 2013    | 18 m       | 16 m          | Stahl- / Holzturm                     |                         |
| Beobachtungsturm Neeracherried       | Neeracherried            | Höri                   | 2022    | 5,5 m      | 2,5 m         | Holzturm                              |                         |
| Oerlikon                             | Oerlikon                 | Zürich                 | 2001    | 36 m       | 33 m          | Beton                                 |                         |
| Petersboden                          | Petersboden              | Rorbas                 | 1978    | 25 m       | 25 m          | Holzturm                              |                         |
| Pfannenstiel                         | Pfannenstiel             | Egg                    | 1992    | 35 m       | 33 m          | Stahlfachwerkturm                     |                         |
| Regensberg                           | Regensberg               | Regensberg             | 1200    | 20 m       | 20 m          | Stein                                 |                         |
| Beobachtungsturm Saumbachwiesen Höri | Saumbachwiesen Höri      | Höri                   | 2016    | 5 m        | 2,5 m         | Holzturm                              |                         |
| Stadlerberg                          | Stadlerberg              | Stadel bei Niederglatt | 2023    | 27,5 m     | 25 m          | Holzturm                              |                         |
| Stocklen                             | Stocklen                 | Fällanden              | 2020    | 8,5 m      | 6,5 m         | Holzturm                              |                         |
| TBZ-Turm                             | TBZ                      | Zürich                 | 2005    | 13 m       | 10 m          | Holzturm                              |                         |
| Thurauenturm                         | Thurauen                 | Flaach                 | 2025    | 15 m       | 12 m          | Holzturm                              |                         |
| Uetliberg                            | Uetliberg                | Stallikon              | 1990    | 72 m       | 30 m          | Stahlfachwerkkonstruktion             |                         |
| Uferturm                             | Seeuferweg               | Richterswil            | 2012    | 5 m        | 4 m           | Holzplattform                         |                         |
| Schloss Uster                        | Uster                    | Uster                  | 1000    | 30 m       | 19 m          | Stein                                 |                         |
| Vorderhütten                         | Vorderhütten             | Stammheim              | 1972    | 13 m       | 13 m          | Holzturm                              |                         |
| Vorderhütten                         | Wildensbuch              | Trüllikon              | 2010    | 37 m       | 33 m          | Holzturm                              |                         |

Siehe auch: Liste von Aussichtstürmen in der Schweiz